# 23855 Brandonshih
23855 Brandonshih è un asteroide della fascia principale. Scoperto nel 1998, presenta un'orbita caratterizzata da un semiasse maggiore pari a 2,7376607 UA e da un'eccentricità di 0,0970772, inclinata di 5,85852° rispetto all'eclittica.